# Ethelum modestum
Ethelum modestum är en kräftdjursart som först beskrevs av Dollfus 1896.  Ethelum modestum ingår i släktet Ethelum och familjen Eubelidae. Inga underarter finns listade i Catalogue of Life.